# Beaumont-Pied-de-Bœuf (Sarthe)
Cet article concerne l'une des trois communes homonymes de la Sarthe. Pour les deux autres communes homonymes sarthoises, voir Beaumont-sur-Dême et Beaumont-sur-Sarthe. Pour son homonyme en Mayenne, voir Beaumont-Pied-de-Bœuf (Mayenne). Pour les autres articles homonymes, voir Beaumont.
Beaumont-Pied-de-Bœuf est une commune française, située dans le département de la Sarthe en région Pays de la Loire, peuplée de 476 habitants (les Belmontais).
La commune fait partie de la province historique du Maine, et se situe dans le Haut-Maine.

## Géographie
Beaumont-Pied-de-Bœuf est une commune du Haut-Maine, à la limite du Haut-Anjou sarthois, surnommé le Maine angevin, et située à 37 km au sud du Mans et 50 km au nord de Tours.

### Lieux-dits et hameaux
- la Fredonnière
- la Leigerie
- Biou
- Château Gontier
- le Petit Coq
- la Botinière
- Bel-Air
- la Boussaillerie
- le Perroux
- le Cottage (Cowboy Legend Ranch)
- le Carrefour
- la Sautrie
- la Couetterie (château)
- la Faverie (manoir)
- Jumelle
- la Levraudière
- la Crocherie
- la Fromagerie
- les Toucanes
- le Clos Maillar
- les Landes

### Communes limitrophes
| Marigné-Laillé | Jupilles              |                  |
| Mayet          | Beaumont-Pied-de-Bœuf | Thoiré-sur-Dinan |
| Lavernat       | Luceau                | Flée             |

### Climat
Pour des articles plus généraux, voir Climat des Pays de la Loire et Climat de la Sarthe.
En 2010, le climat de la commune est de type climat océanique dégradé des plaines du Centre et du Nord, selon une étude du CNRS s'appuyant sur une série de données couvrant la période 1971-2000. En 2020, Météo-France publie une typologie des climats de la France métropolitaine dans laquelle la commune est dans une zone de transition entre le climat océanique et le climat océanique altéré et est dans la région climatique  Moyenne vallée de la Loire, caractérisée par une bonne insolation (1 850 h/an) et un été peu pluvieux. 
Pour la période 1971-2000, la température annuelle moyenne est de 11,3 °C, avec une amplitude thermique annuelle de 14,8 °C. Le cumul annuel moyen de précipitations est de 771 mm, avec 10,7 jours de précipitations en janvier et 7 jours en juillet. Pour la période 1991-2020, la température moyenne annuelle observée sur la station météorologique de Météo-France la plus proche, sur la commune de Saint-Christophe-sur-le-Nais à 17 km à vol d'oiseau, est de 12,1 °C et le cumul annuel moyen de précipitations est de 682,2 mm,. Pour l'avenir, les paramètres climatiques de la commune estimés pour 2050 selon différents scénarios d'émission de gaz à effet de serre sont consultables sur un site dédié publié par Météo-France en novembre 2022.

## Urbanisme

### Typologie
Au 1er janvier 2024, Beaumont-Pied-de-Bœuf est catégorisée commune rurale à habitat très dispersé, selon la nouvelle grille communale de densité à sept niveaux définie par l'Insee en 2022.
Elle est située hors unité urbaine. Par ailleurs la commune fait partie de l'aire d'attraction de Montval-sur-Loir, dont elle est une commune de la couronne,. Cette aire, qui regroupe 12 communes, est catégorisée dans les aires de moins de 50 000 habitants,.

### Occupation des sols
L'occupation des sols de la commune, telle qu'elle ressort de la base de données européenne d’occupation biophysique des sols Corine Land Cover (CLC), est marquée par l'importance des territoires agricoles (74,5 % en 2018), une proportion identique à celle de 1990 (74,5 %). La répartition détaillée en 2018 est la suivante : 
terres arables (39,2 %), prairies (34 %), forêts (24,1 %), zones urbanisées (1,4 %), cultures permanentes (1,4 %). L'évolution de l’occupation des sols de la commune et de ses infrastructures peut être observée sur les différentes représentations cartographiques du territoire : la carte de Cassini (XVIIIe siècle), la carte d'état-major (1820-1866) et les cartes ou photos aériennes de l'IGN pour la période actuelle (1950 à aujourd'hui).

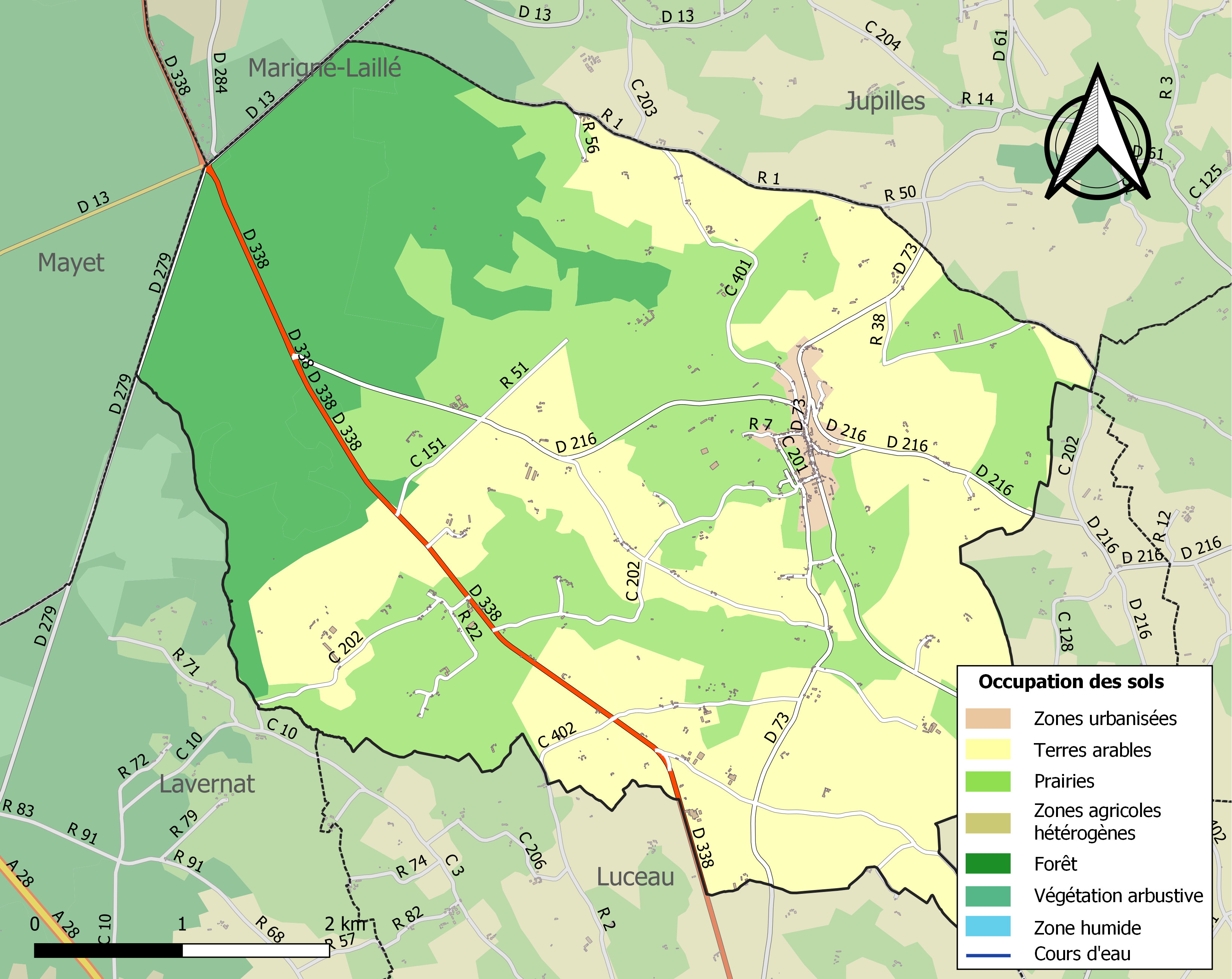
Carte des infrastructures et de l'occupation des sols de la commune en 2018 (CLC).

## Toponymie
Le nom de la localité est attesté sous les formes ad Bellummontem vers 1110, Parochia de Bello Monte de Pede Bovis vers 1232, Biaumont Pié de Buef en 1314.
Toponyme médiéval issu de l’ancien français bel mont, où l’adjectif bel « beau » n’exprime pas nécessairement un jugement esthétique, mais l’importance ou la hauteur d'un mont. Le toponyme de Pied-de-Bœuf (un fief de la paroisse) pourrait être une déformation du « pas du bœuf », pas dans le sens de gué.

## Histoire

### Moyen Âge: les fiefs de Beaumont-Pied-de-Bœuf
- Bois-Corbon, partie sud-ouest de Bercé, dont le siège de seigneurie est au lieu du pavillon de Lavernat.
- La Bussonnière : au prieuré de Château-l'Hermitage au XVIIIe siècle.
- Les Boisardières : siège de seigneurie détruit, situé face à l'entrée de la Faverie.
- Beaumont : siège de la seigneurie de paroisse, subsiste la tour ; à Jean Martel avec Gressende et droit d'usage en Bercé en 1383 ; à René de Montberon en 1489; aux seigneurs de Mangé en Verneil-le-Chétif : d'Illiers, de Thomond, de Choiseul-Praslin jusqu'à la Révolution.
- La Couetterie : à la famille Couet/Couette de 1445 jusque vers 1680 puis par mariage aux de Vanssay.
- Egresoulde/Aigresonde/Acra-Silva/Gressende : vers 1070 à Rotberto de Acra-Silva ; à Jean Martel, chevalier, seigneur de Beaumont en 1383; à René de Montberron en 1480, aux seigneurs de Mangé en Verneil-le-Chétif : d'Illiers, de Thomond, Choiseul-Praslin après 1605 jusqu'à la Révolution.
- La Faverie/Fouvrie : à la famille Couet de la Couetterie en 1545, puis aux Ledoux-de la Faverie au XVIIIe siècle.
- La Guillonnière/L'Eguillonière : à Léon Brunet, sieur de la Guillonnière en 1694.
- Pied-de-Bœuf/Pede-Bovis : à Fouques de Pauvert en 1342, aux Choiseul-Praslin au XVIIIe siècle.
- Le Poirier/Peirriers, à cheval sur la commune voisine de Jupilles.
- Le prieuré Saint-Marc-des Salles/Saint-Mars/Aula-le-Bourcé, à la lisière de Bercé, donné en 1207 par Guillaume des Roches à l'abbaye de Mélinais (La Flèche, Sarthe).
- La Sionnerie, visible au plan terrier des archives départementales de la Sarthe.

## Politique et administration
| Période                                  | Période   | Identité        | Étiquette | Qualité               |
| ---------------------------------------- | --------- | --------------- | --------- | --------------------- |
| ?                                        | mars 2001 | Richard Cottun  |           |                       |
| mars 2001                                | mars 2014 | Claude Denis    |           |                       |
| mars 2014                                | 2019      | Jacky Virlouvet |           | Retraité de la banque |
| 2019                                     | 2020      | Daniel Rocheron |           |                       |
| 2020                                     | En cours  | Joël Tabareau   |           |                       |
| Les données manquantes sont à compléter. |           |                 |           |                       |

## Démographie
L'évolution du nombre d'habitants est connue à travers les recensements de la population effectués dans la commune depuis 1793. Pour les communes de moins de 10 000 habitants, une enquête de recensement portant sur toute la population est réalisée tous les cinq ans, les populations de référence des années intermédiaires étant quant à elles estimées par interpolation ou extrapolation. Pour la commune, le premier recensement exhaustif entrant dans le cadre du nouveau dispositif a été réalisé en 2005.
En 2022, la commune comptait 476 habitants, en évolution de −1,45 % par rapport à 2016 (Sarthe : −0,25 %, France hors Mayotte : +2,11 %).
| 1793 | 1800 | 1806  | 1821  | 1831  | 1836  | 1841  | 1846  | 1851  |
| ---- | ---- | ----- | ----- | ----- | ----- | ----- | ----- | ----- |
| 991  | 976  | 1 116 | 1 373 | 1 119 | 1 094 | 1 029 | 1 057 | 1 021 |

| 1856  | 1861 | 1866  | 1872 | 1876 | 1881 | 1886 | 1891 | 1896 |
| ----- | ---- | ----- | ---- | ---- | ---- | ---- | ---- | ---- |
| 1 020 | 993  | 1 015 | 929  | 893  | 919  | 882  | 840  | 886  |

| 1901 | 1906 | 1911 | 1921 | 1926 | 1931 | 1936 | 1946 | 1954 |
| ---- | ---- | ---- | ---- | ---- | ---- | ---- | ---- | ---- |
| 835  | 847  | 863  | 808  | 772  | 769  | 741  | 698  | 684  |

| 1962 | 1968 | 1975 | 1982 | 1990 | 1999 | 2005 | 2006 | 2010 |
| ---- | ---- | ---- | ---- | ---- | ---- | ---- | ---- | ---- |
| 675  | 627  | 533  | 459  | 429  | 474  | 486  | 488  | 495  |

| 2015 | 2020 | 2022 | - | - | - | - | - | - |
| ---- | ---- | ---- | - | - | - | - | - | - |
| 483  | 481  | 476  | - | - | - | - | - | - |

## Lieux et monuments
- Église Notre-Dame, des XIe, XIIIe et XVIIe siècles, partiellement inscrite au titre des Monuments historiques depuis 1926[20].
- Manoir de la Faverie, du XVIIe siècle, inscrit au titre des monuments historiques depuis 1926[21].
- Tour du XVe siècle, à l'entrée sud du bourg, inscrite au titre des monuments historiques depuis 1926[22].
- Menhir du Perray, au lieu-dit le Perray, inscrit au titre des monuments historiques depuis 1984[23].
- Château de la Couetterie, du XVIIIe.

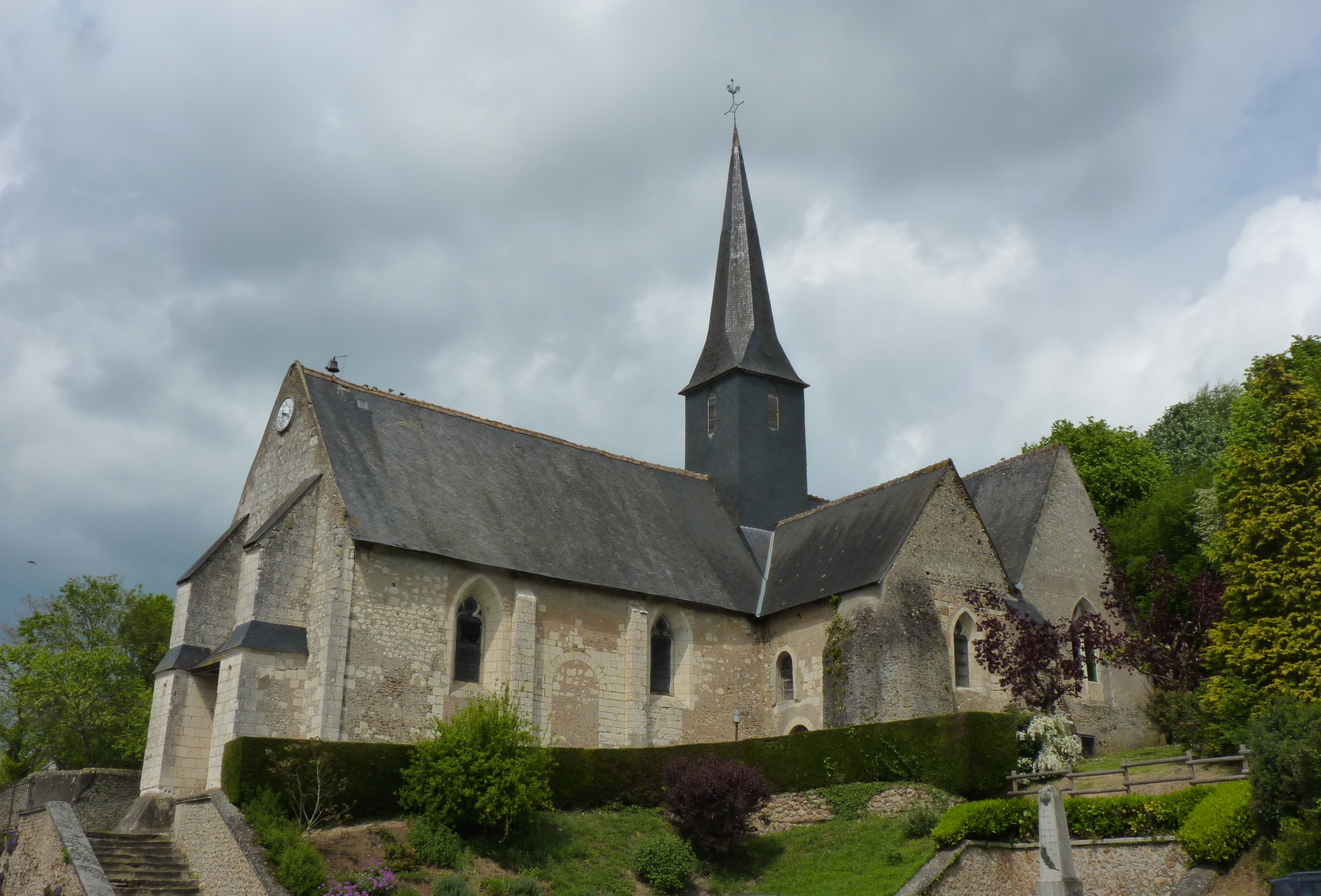
L'église Notre-Dame.
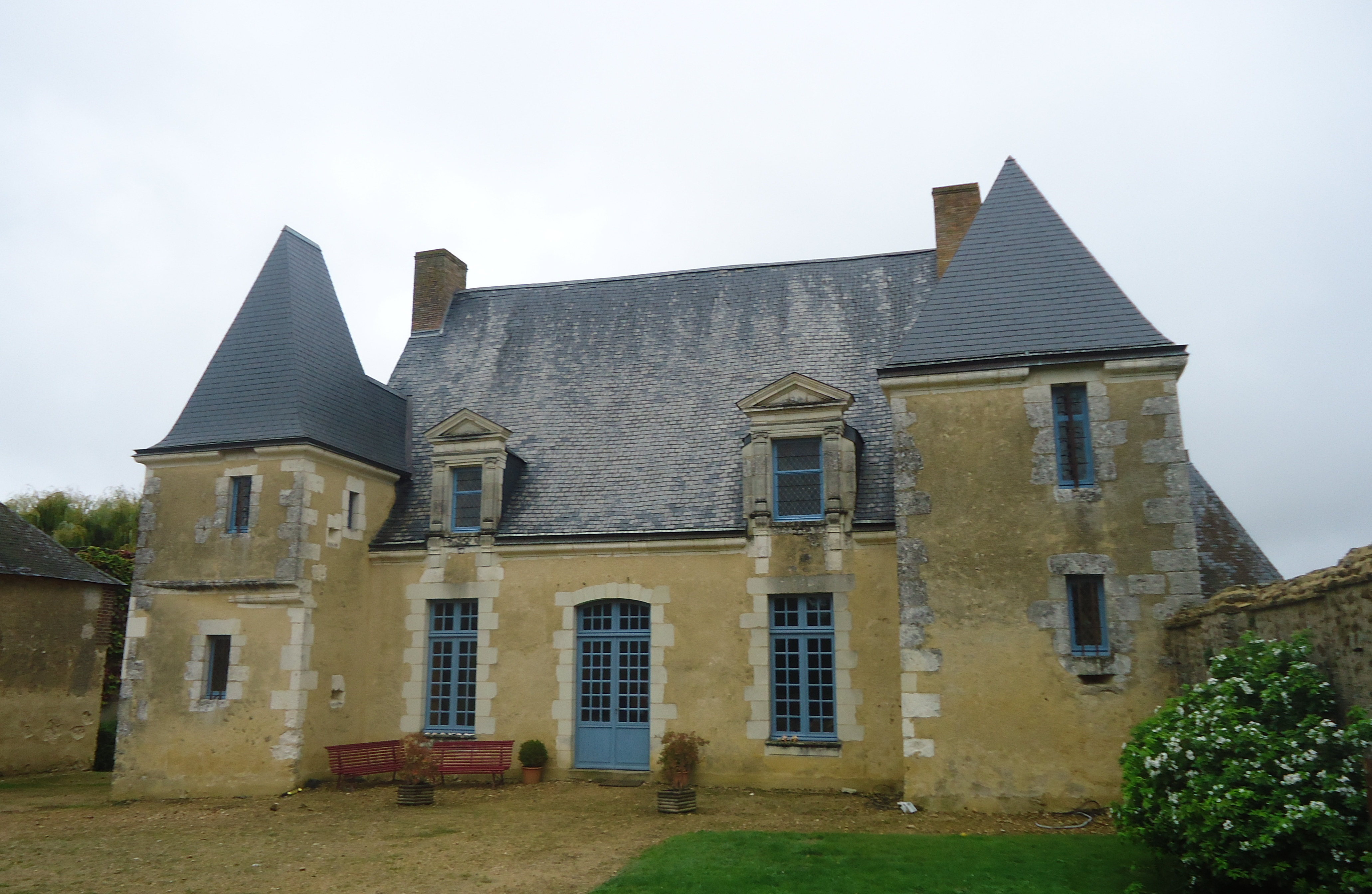
Le manoir de la Faverie.
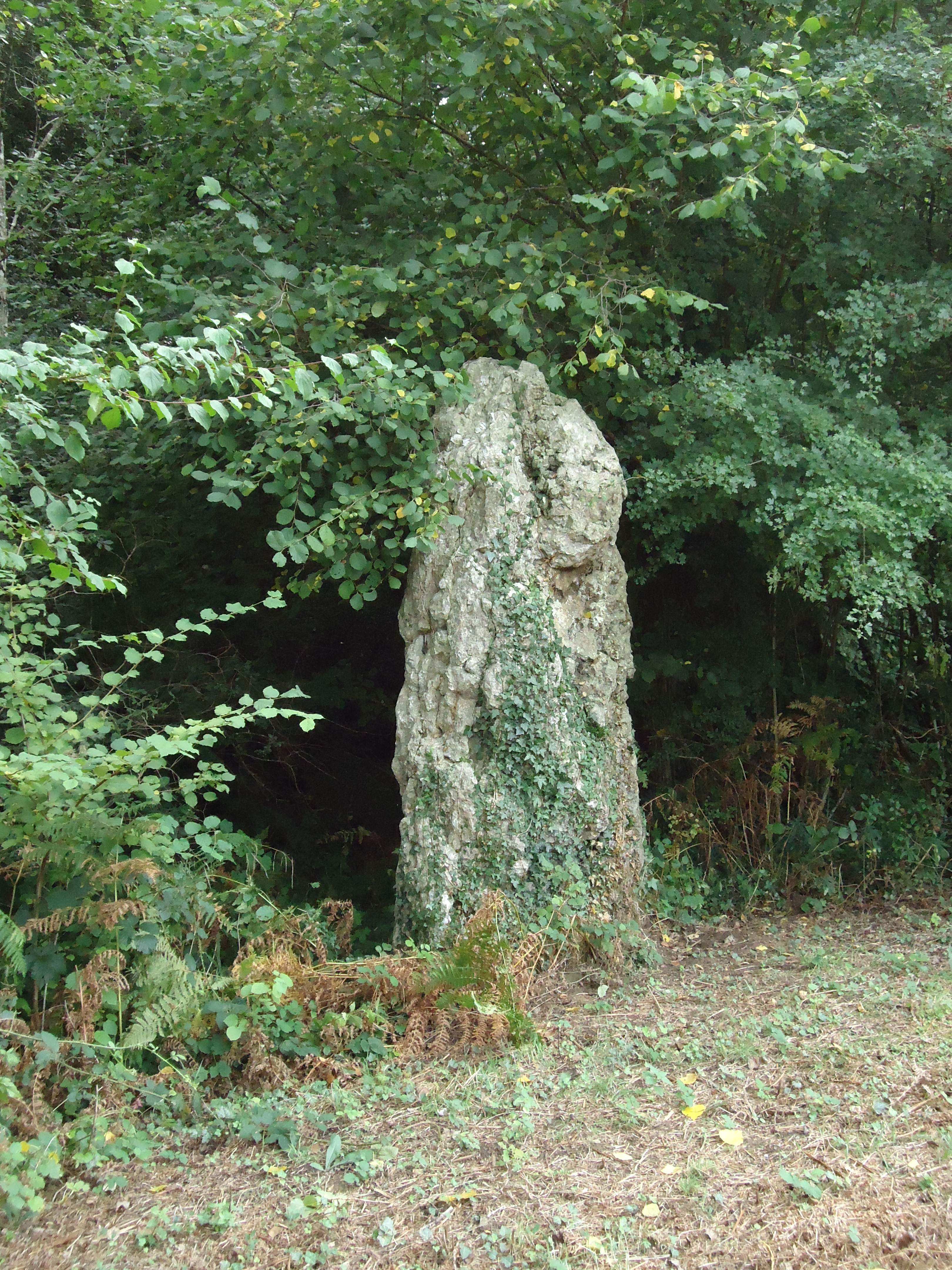
Le menhir du Perray.

## Personnalités liées
- Théophile Romastin (1883 à Beaumont-Pied-de-Bœuf  - 1957 ), homme politique, maire de Beaumont-Pied-de-Bœuf, conseiller d'arrondissement, député.